# Данилич Тарас Федорович
Тарас Федорович Дани́лич (нар. 7 березня 1945, Тур'я Поляна) — український живописець; член Спілки художників України з 1989 року (з 1999 року — голова секції живопису Закарпатської організації).
.

## Біографія
Народився 7 березня 1945 в селі Тур'я Поляна (нині Ужгородський район Закарпатської області, Україна). 1964 року закінчив відділення художньої обробки дерева Ужгородського училища прикладного мистецтва, де навчався у Миколи Медвецького, Василя Свиди, Антона Шепи.
З 1964 по 1975 рік — працював художником-реставратором в Закарпатському краєзнавчому музеї. Творчу діяльність розпочав у 1975 році.
Мешкав в Ужгороді в будинку по вулиці Минайській № 5, квартира № 16, потім в селі Дубриничах, будинку на вулиці Дружби № 6.

## Творчість
Серед робіт
- «На полонину» (1988);
- «На вулиці» (1988);
- «Ярмарок» (1989);
- «Колядники» (1989);
- «Весілля на Закарпатті» (1989);
- «На весіллі» (1989);
- «Спогади» (1991);
- «Трудовий день» (1991);
- диптих «Похорони взимку» (1992);
- «Моління біля хреста» (1993);
- «Недільна служба» (1994);
- «Христос воскрес» (1994);
- «Свято Покрови в селі Кострине» (1994);
- «Княгининські дині» (1995);
- «На Великдень» (1995);
- «З-під каменю вода тече» (1999);
- «Великдень» (1999);
- «Осінні переспіви» (1999);
- «Осіння прогулянка» (2000);
- «Ґазда» (2002);
- «Водохрещення» (2002);
- «Танець молодої» (2002);
- «Поливанка» (2003);
- «Веселий ярмарок» (2003);
- «Обійстя ґазди» (2003);
- «Млин меле, мука буде» (2004);
- «Стужицький дуб» (2005);
- «Свято Трійці в Малоберезнянському монастирі» (2010);
- «Сільська студня» (2010);
- «Турянські коляди» (2012);
- «Ужгородська ярмарка» (2013);
- «Свадьбовий Когут» (2013);
- «Поливанка під Гострою» (2013);
- «Молитва за Країну» (2014);
- диптих «Під Варваркою та Стримбою» (2014);
- «Танок молодої» (2014);
- «Спогади старого мельника» (2014).

Бере участь в обласних художніх виставках з 1979 року, у всеукраїнських та зарубіжних 1987 року. Персональні виставки пройшли в Ужгороді у 1975, 1995 і 2005 роках, Києві у 2004 році, Мукачевому у 2005 році.
Окремі роботи зберігаються у Закарпатському краєзнавчому музеї, Тернопільському художньому музеї.

## Відзнаки
- Лауреат Закарпатської обласної премії імені Йосипа Бокшая та Адальберта Ерделі (1996, 2009, 2015, 2017);
- Заслужений художник України (2005; за значний особистий внесок у соціально-економічний, науковий та культурний розвиток України, вагомі трудові здобутки та активну громадську діяльність)[3];
- Народний художник України (2016; за значний особистий внесок у державне будівництво, соціально-економічний, науково-технічний, культурно-освітній розвиток України, вагомі трудові здобутки та високий професіоналізм)[4].